# 올라렌와주 카요데
올라렌와주 아요바미 카요데(영어: Olarenwaju Ayobami Kayode, 1993년 5월 8일 ~ )는 나이지리아의 축구 선수로, 현재 튀르키예의 겐츨레르비를리이에서 공격수로 활약하고 있다.

## 구단 경력

### 초기 경력
카요데는 레드불 가나에서 선수 생활을 시작하였고, 2010년 2월 ASEC 미모자로 이적하였다.
2012년 2월 2일, 카요데는 ASEC 미모자를 떠나 스위스의 FC 루체른으로 2012년 11월 30일까지 임대되었다.

### 마카비 네타냐
2013년 10월 10일, 카요데는 이스라엘의 마카비 네타냐와 1년 계약을 맺었다.

### 아우스트리아 빈
마카비 네타냐에서 13골 6도움을 기록하며 성공적인 시즌을 보낸 후, 카요데는 FK 아우스트리아 빈과 4년 계약을 맺었다. 2015년 8월 2일, 그는 SC 라인도르프 알타흐와의 FK 아우스트리아 빈 데뷔 전에서 득점을 기록했다.

### 맨체스터 시티
2017년 8월 17일, 맨체스터 시티는 카요데와 4년 계약을 체결하고 곧바로 지로나로 2017-18 시즌을 임대했다. 카요데는 2017년 8월 19일, 2-2로 비긴 아틀레티코 마드리드와의 안방 경기에서 크리스티안 포르투게스와 교체되어 라리가 데뷔 전을 치렀다.
2018년 3월 2일 우크라이나 프리미어리그의 샤흐타르 도네츠크로 임대되었다.

### 샤흐타르 도네츠크
2018년 6월 8일, 샤흐타르 도네츠크는 카요데의 성공적인 임대 기간 이후 그들이 미공개 수수료로 그와 영구적으로 계약할 수 있는 옵션을 행사할 것이라고 발표했다. 카요데는 샤흐타르와 5년 계약을 맺었다.

## 국가대표팀 경력
카요데는 2009년 FIFA U-17 월드컵에 나이지리아 U-17 국가대표팀으로 출전했다. 2010년 5월 3일, 그는 리비아에서 열린 아프리카 U-20 네이션스컵에 참가하기 위해 나이지리아 U-20 국가대표팀에 처음으로 차출되었다. 그는 2011년 4월 12일, 남아프리카 공화국에서 열린 2011년 아프리카 U-20 네이션스컵에 참가했다. 카요데는 2017년 3월 23일, 1-1로 비긴 세네갈과의 경기에서 성인 대표팀 데뷔 전을 치렀다.